# Стерео банана
Стерео банана је српска музичка група из Ниша. Основана је 2010. године и чине је два члана — Марко Анђелковић Наопак и Немања Недељковић Немус. Недељковић је аутор музике, а Анђелковић је задужен за текстове. Жанровски гледано, овај дуо снима музику која представља мешавину регеа, хип-хопа, брејкбита и фанка. До сада је издао три студијска албума: Шијемо самбу, Муње небјеске и Нишке страсти.

## Дискографија

### Студијски албуми
- Шијемо самбу (2013)
- Муње небјеске (2015)
- Нишке страсти (2022)

### Мини-албуми
- Лако је пруту да се соколи (2014)

## Награде и номинације
| Година | Категорија                                  | Номиновано дело                                        | Исход      | Изв.  |
| ------ | ------------------------------------------- | ------------------------------------------------------ | ---------- | ----- |
| 2021.  | Анимирани видео                             | Причају да кидамо                                      | Номинација | [ 3 ] |
| 2021.  | Видео са поруком                            | Водокрадице                                            | Номинација | [ 4 ] |
| 2022.  | Најбољи видео                               | Кринџ                                                  | Освојено   | [ 5 ] |
| 2022.  | Хип-хоп видео                               | Кринџ                                                  | Номинација | [ 6 ] |
| 2022.  | Режија                                      | Кринџ                                                  | Номинација | [ 7 ] |
| 2022.  | Камера                                      | Кринџ                                                  | Номинација | [ 7 ] |
| 2022.  | Монтажа, специјални ефекти и постпродукција | Кринџ                                                  | Номинација | [ 8 ] |
| 2022.  | Главна улога                                | Кринџ (главна улога: Јанко Бошковић)                   | Освојено   | [ 5 ] |
| 2024.  | Анимирани видео                             | Харе Харе                                              | Номинација | [ 9 ] |
| 2024.  | Главна улога                                | Она ги воли да ги мацка (главна улога: Миона Марковић) | Номинација | [ 9 ] |
| 2024.  | Концепт и арт дирекција                     | Она ги воли да ги мацка                                | Номинација | [ 9 ] |